# Batysfär

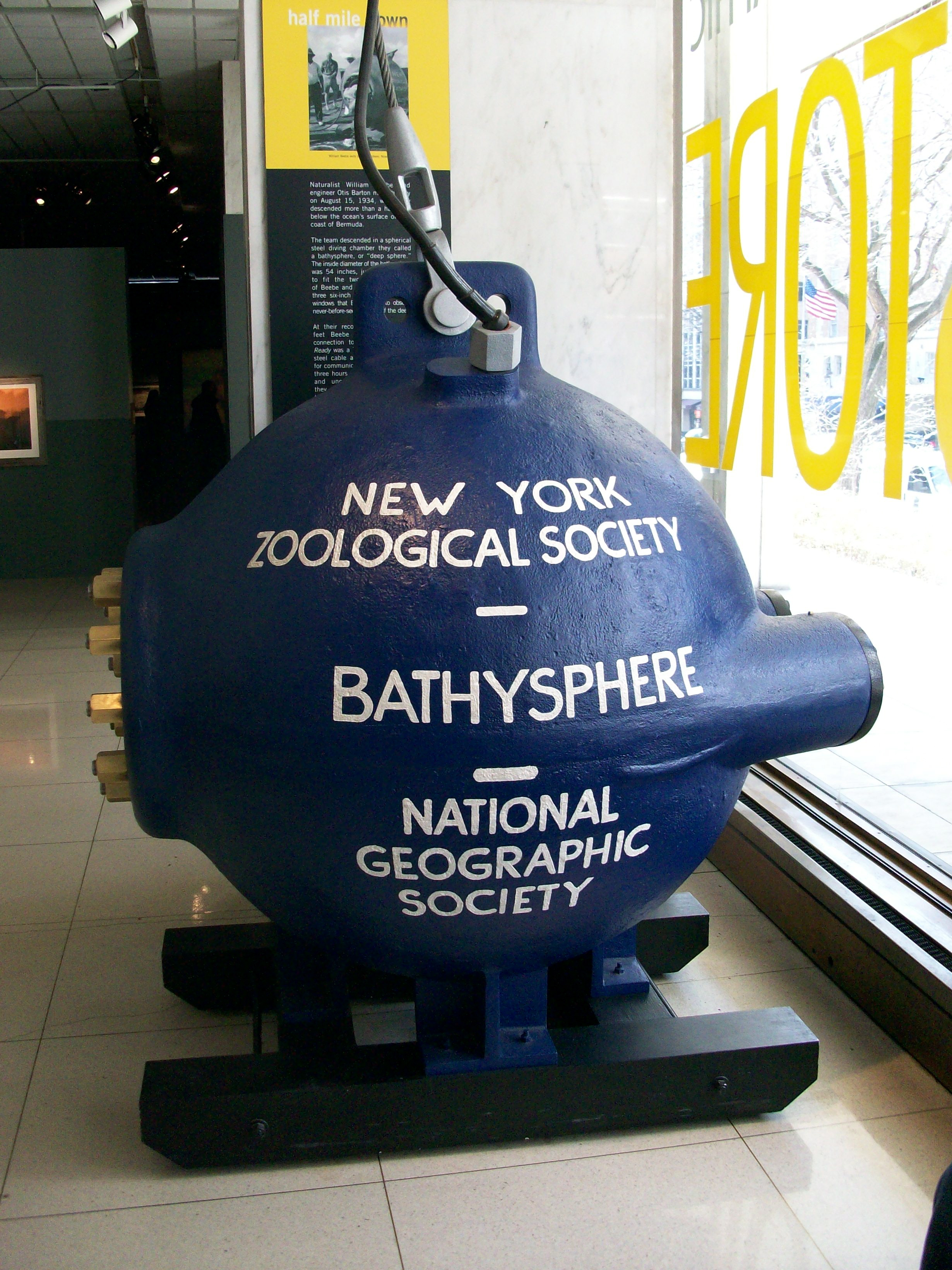
En batysfär.

Batysfär (av gammalgrekiska βαθύς bathys, djup, och skrovformen), även kallad Beebes havskula var en för djuphavsforskning använd, av 38 millimeter tjocka stålväggar tillverkad kammare, försedd med tublikt utskjutande av kvartsglas förfärdigade 76 millimeter tjocka fönster och en cirkelrund metalldörr. Konstruerad av Otis Barton 1934 och gemensamt använd tillsammans med zoologen William Beebe.
Batysfären sänktes med vajrar ned i djupet från ett fartyg. Den var utrustad med syrgastuber och paneler med kalksoda (blandning av främst CaO och NaOH) och kalciumklorid för att ta upp koldioxid respektive fukt. En elkabel från fartyget försåg farkosten med belysning och telefonkontakt med fartyget.